# Jantzen & Thormählen
Jantzen & Thormählen est une entreprise coloniale allemande fondée à Hambourg en 1874 par Wilhelm Jantzen et Johann Thormählen. Elle exploite les ressources de la colonie du Kamerun établie en 1884.

## Histoire
Wilhelm Jantzen et Johann Thormahlen ont travaillé pendant plusieurs années pour Woermann-Linie, Jantzen au Libéria et Thormahlen au Cameroun. En 1874, ils décident de fonder leur propre maison de commerce à Hambourg et ouvrent une première succursale sur le fleuve Wouri. La maison contrôle des factoreries sur les côtes occidentales de l'Afrique à Grand Batanga, Campo, Bata, Eloby, Ogowe et au Gabon. Ses principaux produits sont l'huile de palme et le palmiste.
La société est dissoute en 1907 après le retrait de Thormehlen. Jantzen prend la succession en tant que CFW Jantzen Im-und Export, jusqu'à sa mort en 1917.